# Velišovšky di Velišova
I Velišovšky di Velišova sono una importante famiglia della Repubblica Ceca. Il capostipite Veliš apparteneva ad una famiglia nobile di origine tedesca. Successivamente in Moravia, alcuni esponenti del ramo Velišovský z Velišova ricevettero il cavalierato. La famiglia annoverava politici, militari ed ecclesiastici; inoltre era legata a molte importanti famiglie nobiliari: Markwartinger, Přemyslidi, Waldstein, Wartenberg.

## Stemma
È così composto:
«Due lance da cavaliere d'oro con banderuole incrociate e la terza rovesciata in campo blu. Sopra lo scudo, un elmo medioevale da cavaliere, circondato da svolazzi blu e giallo, sovrastato da tre lance d'oro con bandiere».

## Cronologia storica
- 1179 - 6.2.1182 'Valentin' Velišovi, vescovo di Praga dell'ordine dei Premostratensi.
- 1180 Il principe Federico donò il villaggio di Velké Všelisy al vescovo di Praga Velišovi.
- 1187 Veliš castellano Pragensi (di Praga).
- 1198/9 Busse (Velissonis) filius Velis - nobile boemo.
- 1.5.1273 il giudice Welisch di Praga è testimone durante una donazione fatta dai frati teutonici davanti ad Ottocaro II re Boemo, duca di Slesia, Austria e di Moravia
- 18.06.1305, Vàclav II cede dei beni a Vrbice u Podebrad al onorevole Janu Velišovu (Johannes Welissii) di Praga.
- 2.02.1348 il nobile Janu Velišovi di Praga (in tedesco: Johanni Welisch) riceve da Carlo IV " Karolus, rex Romanorum et Bohemiae" una somma di denaro.
- 20.01.1360 Signori e consoli del centro storico testimoniano che John Velisch ha pagato a Johlin Praunovi 4 soldi come stipendio.
- 1457 Petr Veliš.
- 1510 Velisek di Bezdékova, signore di Strakonice.

Nel XVI secolo, a causa delle guerre hussite (il nucleo famigliare aveva esponenti di religione protestante) e le invasioni dei Turchi, alcuni membri della famiglia si spostarono in Slovacchia (1550 Velešič di Dubove), altri in Ungheria e Austria (ramo Wellisch). Velenje nel XVI secolo, divenne uno dei centri più grandi della vita protestante in Stiria (Slovenia), qualcuno arrivò anche in Croazia (1611 Veliscich di Rijeka), altri ancora si spostarono e si stabilirono nella Valle dello Judrio (Impero Austro Ungarico).